# Pierre-Émile Gounelle
Pierre-Émile Gounelle (Parijs, 9 juni 1850 - Parijs, 2 oktober 1914) was een Frans entomoloog en natuuronderzoeker.
Gounelle werd geboren in 1850 in Parijs als zoon van een ingenieur. Pierre-Émile werd in eerste instantie ook opgeleid als ingenieur, zijn hart lag echter bij natuuronderzoek en als entomoloog deed hij vooral onderzoek naar kevers (coleoptera), zijn belangrijkste bijdrage is zijn werk aan boktorren (Cerambycidae) gevonden in Brazilië. Vanaf 1884 maakte hij verschillende wetenschappelijke expedities naar Brazilië om planten en insecten te verzamelen. Hij benoemde een groot aantal kevers voor het eerst en er zijn enkele keversoorten naar Gounelle genoemd, zoals Haplobothynus gounellei, Potiaxixa gounellei en bijvoorbeeld Ranqueles gounellei. Het belangrijkste deel van zijn collectie wordt beheerd in het Muséum national d'histoire naturelle in Parijs. 

## Enkele publicaties
- 1910 - Mission géodésique de l'Equateur. Collections recueillies par le Dr. Rivet. Coléoptères: Cérambycides. in: Bull. Mus. Nat. Hist. Natur.
- 1911 - Liste des cérambycides de la région de Jatahy, État de Goyaz, Brésil in: Annales de la Société Entomologique de France.